# Villapena
Villapena (llamada oficialmente Santiago de Vilapena) es una parroquia y un barrio español del municipio de Trabada, en la provincia de Lugo, Galicia.

## Organización territorial
La parroquia está formada por dos entidades de población:
- Bargo (O Bargo)
- Vilapena

## Demografía

### Parroquia
| Gráfica de evolución demográfica de Villapena (parroquia) entre 2000 y 2021 |
|                                                                             |
| Datos según el nomenclátor publicado por el INE.                            |

### Barrio
| Gráfica de evolución demográfica de Vilapena (barrio) entre 2000 y 2021 |
|                                                                         |
| Datos según el nomenclátor publicado por el INE.                        |